# Округ Пригниц
Округ Пригниц је округ на крајњем северозападу немачке савезне државе Бранденбург. 
Површина округа је 2.123,31 km². Крајем 2009. имао је 83.086 становника. Има 26 насеља, од којих је седиште управе у месту Перлеберг. 
Река Елба чини западну границу округа. У њу се на територијии округа Пригниц улива река Хафел. 